# Caknesia sichuanensis
Caknesia sichuanensis är en insektsart som beskrevs av Zhang och Huang 2006. Caknesia sichuanensis ingår i släktet Caknesia och familjen dvärgstritar. Inga underarter finns listade i Catalogue of Life.